# Women Cycling Pro Costa De Almería
La Women Cycling Pro Costa De Almería és una competició ciclista espanyola femenina que es disputa pels voltants de la costa de la província d'Almería. La primera edició es disputà el 2022 com a cursa amateur i l'any següent va pujar a categoria 1.1 de l'UCI. L'any 2025 la cursa no es disputà per deficiències en els dos anys anteriors, aquesta decisió va ser presa per la UCI.

## Palmarès
| Any  | Vencedora                         | Segona                   | Tercera             |         |
| ---- | --------------------------------- | ------------------------ | ------------------- | ------- |
| 2022 | Aranza Valentina Villalón Sanchez | Antri Christoforou       | Nadine Gill         |         |
| 2023 | Arianna Fidanza                   | Emma Norsgaard           | Audrey Cordon-Ragot |         |
| 2024 | Olivia Baril                      | Ane Santesteban González | Karolina Perekitko  |         |
| 2025 | suspesa                           | suspesa                  | suspesa             | suspesa |